# Parazodion pallidetinctum
Parazodion pallidetinctum är en tvåvingeart som beskrevs av Krober 1939. Parazodion pallidetinctum ingår i släktet Parazodion och familjen stekelflugor. Inga underarter finns listade i Catalogue of Life.